# Ildikó Minczová-Nébaldová
Ildikó Minczová-Nébaldová za svobodna Ildikó Minczová (* 6. listopadu 1969 Budapešť, Maďarsko) je bývalá maďarská sportovní šermířka, která začínala s fleretem, ale po roce 1996 se specializovala na šerm kordem. Maďarsko reprezentovala v devadesátých letech a v prvním desetiletí jednadvacátého století. Na olympijských hrách startovala v roce 1992 v šermu fleretem a v roce 2000, 2004 a 2008 v šermu kordem v soutěži jednotlivkyň a družstev. V soutěži jednotlivkyň získala na olympijských hrách 2008 bronzovou olympijskou medaili v šermu kordem. V roce 1999 obsadila třetí místo na mistrovství světa a v roce 1997 a 2001 získala titul mistryně Evropy v soutěži jednotlivkyň v šermu kordem. S maďarským družstvem fleretistek vybojovala v roce 1991 titul mistryň Evropy a s maďarským družstvem kordistek vybojovala v roce 1999 titul mistryň světa a v roce 2001, 2002 titul mistryň Evropy.